# 1. Amateurliga Südwest 1967/68
Die 1. Fußball-Amateurliga Südwest 1967/68 war die 16. Saison der drittklassigen 1. Amateurliga im regionalen Männerfußball des südlichen Teils des Landes Rheinland-Pfalz und ein Vorgänger der Fußball-Verbandsliga Südwest. Die 1. Amateurliga Südwest wurde 1952 aus einer Zusammenlegung der Amateurligen Rheinhessen, Westpfalz und Vorderpfalz gebildet und existierte bis zur Saison 1977/78 als dritthöchste Liga. Nach Einführung der Oberliga Südwest 1978 als höchste Amateurspielklasse wurde die Spielklasse in „Verbandsliga Südwest“ umbenannt und war ab diesem Zeitpunkt nur noch viertklassig.

## Abschlusstabelle
Die Meisterschaft gewannen die Amateure des 1. FC Kaiserslautern, die nicht aufstiegsberechtigt waren, weshalb Vizemeister FV Speyer in die Regionalliga aufstieg. Den Gang in die 2. Amateurliga mussten der FK Clausen und Hassia Bingen antreten. Letzterer verlor das Entscheidungsspiel gegen den punktgleichen SC Hauenstein. Für die nachfolgende Saison 1968/69 kamen als Aufsteiger aus den 2. Amateurligen der 1. FC Sobernheim und FV Germersheim, sowie als Absteiger aus der Regionalliga Ludwigshafener SC.
| Pl. | Verein                     | Sp. | Tore  | Punkte |
| --- | -------------------------- | --- | ----- | ------ |
| 1.  | 1. FC Kaiserslautern Amat. | 30  | 57:24 | 47:13  |
| 2.  | FV Speyer (N)              | 30  | 60:28 | 44:16  |
| 3.  | ASV Landau                 | 30  | 66:26 | 43:17  |
| 4.  | VfR Kaiserslautern         | 30  | 66:34 | 40:20  |
| 5.  | Phönix Bellheim (A)        | 30  | 52:31 | 40:20  |
| 6.  | TSC Zweibrücken            | 30  | 54:38 | 36:24  |
| 7.  | Arminia Rheingönheim       | 30  | 50:56 | 31:29  |
| 8.  | FVgg Mombach               | 30  | 48:55 | 26:34  |
| 9.  | VfR Baumholder             | 30  | 37:50 | 26:34  |
| 10. | FSV Schifferstadt          | 30  | 37:44 | 24:36  |
| 11. | SV Gonsenheim (N)          | 30  | 31:57 | 24:36  |
| 12. | VfR Kirn                   | 30  | 42:47 | 23:37  |
| 13. | BSC Oppau                  | 30  | 43:58 | 22:38  |
| 14. | Hassia Bingen              | 30  | 40:67 | 19:41  |
| 15. | SC Hauenstein              | 30  | 32:60 | 19:41  |
| 16. | FK Clausen                 | 30  | 41:61 | 16:44  |

| (A) | Absteiger aus der Regionalliga Südwest 1966/67 |
| (N) | Aufsteiger aus den 2. Amateurligen 1966/67     |